# Horst Widmann
Pour les articles homonymes, voir Widmann (homonymie).
Horst Widmann, né le 8 août 1938 à Leoben, en Autriche, est un artiste contemporain autrichien.

## Biographie
Entre 1959 et 1963, il étudie à l'école des Beaux-Arts (en) à Linz, en Autriche. À partir de 1964, il vit et travaille à Paris.
Plasticien, il utilise de manière originale les nouvelles possibilités artistiques offertes par la radiographie. Dans les années 1980, ses premières réalisations en rayons X, sont tirées en phototypie dans l’imprimerie Arte, puis exposées à la Bibliothèque Nationale de Paris en 1992. Entre-temps, il réalise à partir de ses photographies, une série de tableaux « Urbains » en peinture acrylique sur canevas. Un de ses tableaux fut exposé au 50e Salon d’Art Contemporain de Montrouge. Au cours des années 90, à la faveur des considérables progrès du traitement d’images numériques, Horst Widmann retravaille ses radios et en élargit la gamme, en cherchant de nouveaux sujets. Le résultat provoque une vive surprise, « l’intériorité physique » accompagne l’apparence du sujet et en propose une vision « totalement différente ». 

## Expositions
- 2013 - FRED TORRES COLLABORATIONS « Mon Ami » - We Share the Same Sky. New York (USA).
- 2011 - BALT'ART - L'Art et le Grand Paris au Pavillon Baltard.
- 2010 - TRANSVERSALITÉ à Saint-Jean-de-Monts.
- 2010 - COP'ART en Lorraine.
- 2009 - F.A.E Galerie L'Atelier, Boulogne.
- 2009 - JBS Galerie, Paris.
- 2009 - Galerie Villa, Paris.
- 2008 - macparis, Manifestation d’Art Contemporain à Paris.
- 2005 - 50e Salon d'art contemporain de Montrouge
- 1992 - Bibliothèque nationale de France, « De Bonnard à Baselitz ».